# Machairodus
Machairodus es un género extinto de mamíferos felinos de la subfamilia Machairodontinae. Eran félidos dientes de sable que vivieron en Europa, Asia, África y Norteamérica, aproximadamente desde hace 12 millones de años a 200 mil años.

## Especies

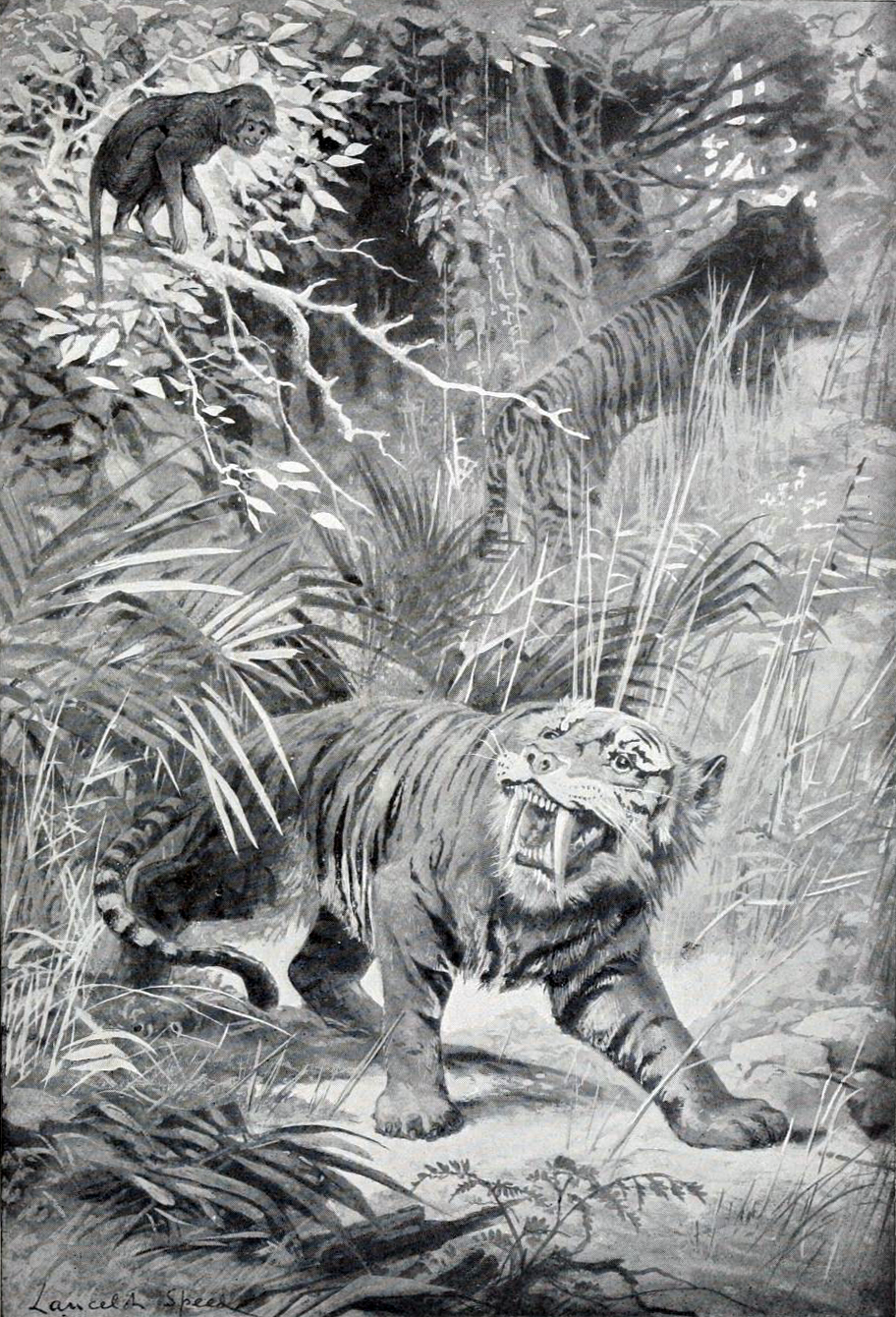
Una muy temprana reconstrucción de Lancelot Speed de 1905 representando a Machairodus esencialmente como un tigre gruñendo con caninos muy largos.

Las especies fósiles asignadas al género Machairodus fueron divididas por Turner en dos grupos de desarrollo evolutivo - M. aphanistus y el "Nimravides" catacopis de Norteamérica representan el grado más primitivo, y M. coloradensis y M. giganteus (Amphimachairodus giganteus) representan el grado más derivado. Las características del grado más avanzado incluyen el relativo alargamiento del antebrazo y el acortamiento de la región lumbar de la columna que se parecía a la de los actuales felinos panterinos. Estas tendencias serían más desarrolladas en Homotherium, el cual se cree que evolucionó de Machairodus.

## Anatomía
"Nimravides" catacopis medía cerca de 1 metro a los hombros. Machairodus coloradensis era aparentemente mucho mayor, midiendo cerca de 1.2 metros a los hombros, de acuerdo con las reconstrucciones basadas en sus esqueletos. De ser así, esto podría convertir a M. coloradensis uno de los mayores félidos.
El cráneo de Machairodus era notablemente estrecho comparado con el de los grandes felinos actuales, y las órbitas era relativamente pequeñas. Los caninos eran largos, delgados y aplanados de lado a lada pero anchos desde el frente hasta la parte posterior como la hoja de un cuchillo, como en Homotherium. Los bordes frontal y posterior de los caninos estaban aserrados cuando erupcionaban, pero este aserramiento se desgastaba en los primeros años de vida del animal.
Había un marcado dimorfismo sexual en Machairodus giganteus, siendo los machos mayores que las hembras.
Un único espécimen fósil examinado por Legendre y Roth se estimó que tenía una masa corporal aproximada de 201.8 kg.
Machairodus kabir fue una especie enorme de África central cuyo peso se ha estimado entre 350 a 470 kilogramos.
Machairodus medía cerca de 2 metros de largo y probablemente cazaba como un depredador de emboscada. Sus patas eran demasiado cortas para sostener una larga persecución, siendo más probable que fuera un buen saltador y que usara sus caninos para cortar la garganta de su presa. Sus dientes estaban bien arraigados a su boca y no eran demasiado delicados, a diferencia de la mayoría de los felinos dientes de sable de la época, que tenían colmillos extremadamente largos que sobresalían de la boca. Los colmillos de Machairodus, sin embargo, eran capaces de encajar cómodamente en su boca aun siendo largos y efectivos para la caza.